# Нощта на шестнайсети януари
„Нощта на шестнайсети януари“ (на английски: Night of January 16th) е пиеса на Айн Ранд, вдъхновена от смъртта на „Краля на кибрита“, Ивар Крюгер. Първоначално, през октомври 1934 г., пиесата е поставена под друго име: отначало Ранд я нарича „Легендата за апартамента на последния етаж“, но променя заглавието първо на „Изпитанието на една жена“, а после на „Нощта на шестнайсети януари“ .

## История
Действието се развива изяло в съдебната зала и е фокусирано върху делото за убийство. Пиесата става хит в Холивуд през сезон 1935-1936 г. Сюжетът третира способността на човека да възприема себе си като значима личност в контекста на едно общество, в което цари моралният упадък; третира също така проблема за любовта, верността и предателството.
Ранд пише „Нощта на шестнайсети януари“ за броени месеци с надеждата да спечели пари, както пиесата „Процесът на Мери Дюган“ (пиеса със сходен сюжет) щедро се е отплатила на своя създател Баярд Вайлър. За първи опит в театъра успехът ѝ е забележителен. Пиесата е поставена в „Холивуд Плейхаус“ през октомври 1934 г., режисурата е на някогашния актьор Е. Е. Клайв; участва актрисата от немите филми Барбара Бетфорд. Критиците и изпъстрената със звезди публика на примиерата, включително полския идол на Ранд, Пола Негри, Франк Капра, Джеси Ласки, Мери Пикфорд, Глория Соусън, Марлене Дитрих, трима представители на руската белогвардейска аристократична диаспора и приятелят на Ранд Иван Лебедеф, наред с други филмови знаменитости, обсипват с хвалебствия сценария и страшно се забавляват със съдебните заседатели доброволци (новост въведена в пиесата). 
Обаче, когато на следващата сутрин излизат отзивите на критиката, Ранд установява, че критиците не са успели да доловят най-важното в пиесата ѝ. Разсеяни от приликата с „Мери Дюган“ и съсредоточили вниманието си над онова, което според тях е принципно подобрение – „трикът“ със съдебните заседатели – те не съумяват да доловят основната тема, героичното „усещане за живот“ на Ранд. Освен това не забелязват и главното достойнство на пиесата според авторката, основополагащата сила на творбата като идейна драма – и по-конкретно ницшеанската идея, че героичната личност трябва да се съпротивлява на обикновените хора, за да живее като свободен човек. 

## Сюжет
Внимание:  Текстът по-долу разкрива сюжета на произведението (или части от него)!
„Нощта на шестнайсети януари“ е дворцова драма, вдъхновена от обществения смут, предизвикан от самоубийството през 1932 г. на шведския мошеник, „Краля на кибрита“, Ивар Крюгер, и до голяма степен следва модела на популярна пиеса през 1927 г. със заглавие „Процесът на Мери Дюган“ .
В пиесата на Ранд секретарка отива на съд заради убийство на своя коравосърдечен любовник и шеф, банкрутиралия шведски финансист Бьорн Фокнър, което отначало прилича на самоубийство. Представените по време на процеса доказателства насочват към 2 други, също толкова противоречиви хипотези: или секретарката Карън Андрес е бутнала Фокнър от балкона на апартамента му на последния етаж в пристъп на ревност заради неотдавнашната му сватба, както твърди очевидец, или госпожица Андре и Фокнър са заговорничили да инсцинират самоубийствто му – заговор, който би успял, ако тъстът не го бе надушил и не бе убил финансиста. 
Главната новост в пиесата, която я прави и популярна, е да повери присъдата в ръцете на съдебни заседатели, избирани всяка вечер сред публиката. Ранд обяснява, че съдебните заседатели трябва да решат дали са романтици, които вярват в страстната всеотдайност на Карън Андре към властния, необщителен, но неистово привлекателен негодник Фокнър, или са по-склонни да приемат фарисейските показания на свидетелката против Андре, която я описва като ревнива усойница, а тъста представя като образцов гражданин. Ако изберат второто, намеква Ранд, те ще изправят на съд собственото си „усещане за живота“, като го лишат от всякакъв героизъм. 

## Филмова версия
„Една жена на съд“ има ограничено, макар и успешно присъствие на сцената. През октомври 1934 г. Метро-Голдуин-Майер откупуват правото да филмират произведението и плащат на Ранд неуточнена сума, за да напише сценария за Лорета Йънг. Студиото искат сценария да бъде хумористичен на места, а Ранд не може да пише комедия по поръчка. Тя не е доволна от резултата, а също и студията, защото в крайна сметка сценарият не е екранизиран.
Впоследствие правата за филмирането на „Нощта на шестайсети януари“ ще бъдат продадени още по-скъпо от Метро-Голдуин-Майер на студио RKO, и накрая на Парамаунт. Пиесата няма да бъде филмирана чак до 1941 г., когато ще бъде заснета по нов сценарий, възложен от филмовата компания и заснет без участието или одобрението на Ранд. 
|  | Тази страница частично или изцяло представлява превод на страницата Night of January 16th в Уикипедия на английски. Оригиналният текст, както и този превод, са защитени от Лиценза „Криейтив Комънс – Признание – Споделяне на споделеното“, а за съдържание, създадено преди юни 2009 година – от Лиценза за свободна документация на ГНУ. Прегледайте историята на редакциите на оригиналната страница, както и на преводната страница, за да видите списъка на съавторите. ВАЖНО: Този шаблон се отнася единствено до авторските права върху съдържанието на статията. Добавянето му не отменя изискването да се посочват конкретни източници на твърденията, които да бъдат благонадеждни. |